# Park Narodowy Aulavik
Park narodowy Aulavik (ang. Aulavik National Park, fr. Parc national de Aulavik) – park narodowy położony w północnej części Wyspy Banksa należącej do Terytoriów Północno-Zachodnich w Kanadzie. Park został utworzony w 1992 roku i obejmuje powierzchnię 12 274 km². Obszar parku to przede wszystkim pustynie arktyczne, gdzie często występują bardzo silne wiatry. Roczna suma opadów wynosi ok. 300 mm.

## Fauna
Na terenie parku występuje największa na świecie populacja piżmowołów, których liczbę szacuje się na 68 000 do 80 000 sztuk. Ponadto w parku występują: renifer, lis polarny, wilk, zając polarny, oraz leming. Ptaki występujące w parku to m.in.: sowa śnieżna, myszołów włochaty, sokół norweski oraz sokół wędrowny.

## Turystyka
Najlepszym sposobem dotarcia do parku jest przelot wyczarterowanym samolotem. W 2005 roku w parku znajdowały się cztery miejsca przeznaczone do lądowania.